# Rally de Finlandia de 2024
El Rally de Finlandia de 2024, oficialmente 73rd Secto Rally Finland, fue la septuagésima tercera edición y la novena ronda de la temporada 2024 del Campeonato Mundial de Rally. Se celebró del 1 al 4 de agosto y contó con un itinerario de veinte tramos sobre tierra que sumaron un total de 305,69 km cronometrados. Fue también la novena ronda de los campeonatos WRC-2 y WRC-3, mientras que fue la cuarta del JWRC.
El ganador de la prueba fue el francés Sébastien Ogier quien se adjudicó su tercera victoria de la temporada y la segunda en esta prueba tras la conseguida en 2013. El rally estaba siendo dominado prácticamente por Kalle Rovanperä quien dominaba la prueba con tranquilidad desde la tarde del viernes. Sin embargo, el rally dio un vuelco el domingo. Rovanpera había ampliado su ventaja sobre Ogier a 45,8 segundos tras ganar las dos primeras etapas de la mañana, pero el drama golpeó al finlandés en la penúltima etapa, cuando golpeó una roca en la carretera que hizo que su Toyota GR Yaris Rally1 volcara y quedara fuera del rally. Esto hizo auparse a Ogier hacia la victoria, la 61.º de su carrera. Neuville se hizo con la segunda posición tras un rally difícil que comenzó con el belga haciéndose con el liderato al ganar la primera etapa. Luego cayó en el orden al pasarse en un cruce en la tercera etapa perdiendo 13s, antes de tener problemas con el manejo de su i20 N durante todo el viernes y el sábado. En la tercera posición arribó Adrien Fourmaux que, volvió a destacarse con una labor sobria y eficaz, terminando a un minuto 14 segundos del ganador.
En el WRC-2, el ganador fue el sueco Oliver Solberg quien se hizo con su tercer victoria de la temporada. Solberg lidero el rally desde la primera etapa hasta la bandera a cuadros, a pesar de la oposición del experimentado Jari-Matti Latvala. Al final de la jornada del vienes, Solberg lideraba con 24.1 segundos sobre Latvala y al final del sábado aumentó la ventaja a 47.6 segundos. Finalmente cruzó la meta con 39 segundos sobre Latvala. El tercer puesto fue para Lauri Joona quien se vio beneficiado de un problema que tuvo Robert Virves en la última etapa del sábado.
En el WRC-3, el ganador fue el local Jesse Kallio quien consiguió su primer triunfo en la categoría. El finlandés comenzó el domingo en su Ford Fiesta Rally3 con una ventaja de 49,6 segundos sobre el australiano Taylor Gill, lo que le permitió afrontar sin riesgos los cuatro tramos restantes del rally. La diferencia con Gill bajó finalmente a 37,2 segundos, mientras que Ali Türkkan completó el podio de todos los Fiesta, quedándose a sólo 2,1 segundos de alcanzar a Gill.
En el JWRC, el ganador fue el australiano Taylor Gill quien consiguió su primera victoria en la categoría. Después de liderar la tabla en la tarde del viernes, Gill tuvo un problema de motor y un pinchazo, que lo bajó a la sexta posición en la primera jornada. Después tras un tiempo apabullante en la primera etapa del sábado, otro pinchazo lo dejó octavo. Sin embargo, persevero, y después de remontar hasta el tercer puesto, fue recompensado con el liderato de la categoría después de que los pilotos de delante sufrieran problemas. Sosteniendo la ventaja en la última jornada, Gill tuvo una ventaja de 19 segundos y después de conservar por la mañana, entró en la etapa final con apenas una ventaja de 4.2 segundos. Fue suficiente, y llegó a la meta 2,1 segundos por delante del turco Ali Türkkan y en el escalón más alto del podio. El belga Tom Rensonnet sin posibilidades de igualar el ritmo de dos dos puntero, terminó tercero.

## Lista de inscritos
| Num.                                                         | Piloto                   | Copiloto                 | Equipo                           | Automóvil                | Neu.                     |
| World Rally Championship                                     | World Rally Championship | World Rally Championship | World Rally Championship         | World Rally Championship | World Rally Championship |
| ------------------------------------------------------------ | ------------------------ | ------------------------ | -------------------------------- | ------------------------ | ------------------------ |
| 4                                                            | Esapekka Lappi           | Janne Ferm               | Hyundai Shell Mobis WRT          | Hyundai i20 N Rally1     | P                        |
| 5                                                            | Sami Pajari              | Enni Mälkönen            | Toyota Gazoo Racing WRT          | Toyota GR Yaris Rally1   | P                        |
| 8                                                            | Ott Tänak                | Martin Järveoja          | Hyundai Shell Mobis WRT          | Hyundai i20 N Rally1     | P                        |
| 11                                                           | Thierry Neuville         | Martijn Wydaeghe         | Hyundai Shell Mobis WRT          | Hyundai i20 N Rally1     | P                        |
| 13                                                           | Grégoire Munster         | Louis Louka              | M-Sport Ford WRT                 | Ford Puma Rally1         | P                        |
| 16                                                           | Adrien Fourmaux          | Alexandre Coria          | M-Sport Ford WRT                 | Ford Puma Rally1         | P                        |
| 17                                                           | Sébastien Ogier          | Vincent Landais          | Toyota Gazoo Racing WRT          | Toyota GR Yaris Rally1   | P                        |
| 18                                                           | Takamoto Katsuta         | Aaron Johnston           | Toyota Gazoo Racing WRT          | Toyota GR Yaris Rally1   | P                        |
| 33                                                           | Elfyn Evans              | Scott Martin             | Toyota Gazoo Racing WRT          | Toyota GR Yaris Rally1   | P                        |
| 69                                                           | Kalle Rovanperä          | Jonne Halttunen          | Toyota Gazoo Racing WRT          | Toyota GR Yaris Rally1   | P                        |
| World Rally Championship 2                                   |                          |                          |                                  |                          |                          |
| 21                                                           | Oliver Solberg           | Elliott Edmondson        | Toksport WRT                     | Škoda Fabia RS Rally2    | P                        |
| 24                                                           | Lauri Joona              | Janni Hussi              | Lauri Joona                      | Škoda Fabia RS Rally2    | P                        |
| 25                                                           | Georg Linnamäe           | James Morgan             | Georg Linnamäe                   | Toyota GR Yaris Rally2   | P                        |
| 26                                                           | Gus Greensmith           | Jonas Andersson          | Toksport WRT                     | Škoda Fabia RS Rally2    | P                        |
| 27                                                           | Roope Korhonen           | Anssi Viinikka           | Roope Korhonen                   | Toyota GR Yaris Rally2   | P                        |
| 28                                                           | Robert Virves            | Aleks Lesk               | Robert Virves                    | Škoda Fabia RS Rally2    | P                        |
| 29                                                           | Josh McErlean            | James Fulton             | Toksport WRT 2                   | Škoda Fabia RS Rally2    | P                        |
| 30                                                           | Martin Prokop            | Michal Ernst             | Martin Prokop                    | Škoda Fabia RS Rally2    | P                        |
| 31                                                           | Fabrizio Zaldivar        | Marcelo Der Ohannesian   | Fabrizio Zaldivar                | Škoda Fabia RS Rally2    | P                        |
| 32                                                           | Mikko Heikkilä           | Kristian Temonen         | Mikko Heikkilä                   | Toyota GR Yaris Rally2   | P                        |
| 34                                                           | Pierre-Louis Loubet      | Loris Pascaud            | Toksport WRT 2                   | Škoda Fabia RS Rally2    | P                        |
| 35                                                           | Emil Lindholm            | Reeta Hämäläinen         | Emil Lindholm                    | Hyundai i20 N Rally2     | P                        |
| 36                                                           | Mauro Miele              | Luca Beltrame            | Mauro Miele                      | Škoda Fabia RS Rally2    | P                        |
| 37                                                           | Yuki Yamamoto            | Marko Salminen           | Toyota Gazoo Racing WRT NG       | Toyota GR Yaris Rally2   | P                        |
| 38                                                           | William Creighton        | Liam Regan               | Motorsport Ireland Rally Academy | Ford Fiesta Rally2       | P                        |
| 39                                                           | Jari-Matti Latvala       | Juho Hänninen            | Toyota Gazoo Racing WRT          | Toyota GR Yaris Rally2   | P                        |
| 40                                                           | Teemu Suninen            | Mikko Markkula           | Teemu Suninen                    | Hyundai i20 N Rally2     | P                        |
| 41                                                           | Teemu Asunmaa            | Ville Mannisenmäki       | Teemu Asunmaa                    | Škoda Fabia RS Rally2    | P                        |
| 43                                                           | Benjamin Korhola         | Sebastian Virtanen       | Benjamin Korhola                 | Hyundai i20 N Rally2     | P                        |
| 44                                                           | Hikaru Kogure            | Topi Matias Luhtinen     | Toyota Gazoo Racing WRT NG       | Toyota GR Yaris Rally2   | P                        |
| 45                                                           | Gregor Jeets             | Timo Taniel              | Gregor Jeets                     | Toyota GR Yaris Rally2   | P                        |
| 46                                                           | Juhana Raitanen          | Samu Vaaleri             | Juhana Raitanen                  | Toyota GR Yaris Rally2   | P                        |
| 47                                                           | Anssi Rytkönen           | Mikael Korhonen          | Anssi Rytkönen                   | Škoda Fabia R5           | P                        |
| 48                                                           | Tuukka Kauppinen         | Veli-Pekka Karttunen     | Tuukka Kauppinen                 | Škoda Fabia RS Rally2    | P                        |
| 49                                                           | Tommi Jylhä              | Kimmo Nevanpää           | Tommi Jylhä                      | Škoda Fabia R5           | P                        |
| 50                                                           | Hamed Al-Wahaibi         | Ilka Minor               | HW34 by Motortune                | Škoda Fabia RS Rally2    | P                        |
| 51                                                           | Pierre Lafay             | Charlyne Quartini        | Pierre Lafay                     | Citroën C3 Rally2        | P                        |
| 52                                                           | Ricardo Triviño          | Diego Fuentes Vega       | Ricardo Triviño                  | Škoda Fabia RS Rally2    | P                        |
| 53                                                           | Uğur Soylu               | Sener Guray              | Uğur Soylu                       | Škoda Fabia RS Rally2    | P                        |
| 54                                                           | Juha Liimatainen         | Timo Hantunen            | Printsport                       | Škoda Fabia R5           | P                        |
| 55                                                           | Maurizio Chiarani        | Flavio Zanella           | Maurizio Chiarani                | Škoda Fabia Rally2 evo   | P                        |
| World Rally Championship 3 - Junior World Rally Championship |                          |                          |                                  |                          |                          |
| 56                                                           | Mattéo Chatillon         | Maxence Cornuau          | Mattéo Chatillon                 | Renault Clio Rally3      | P                        |
| 57                                                           | Tristan Charpentier      | Alexis Maillefert        | Tristan Charpentier              | Ford Fiesta Rally3       | P                        |
| 58                                                           | Grzegorz Bonder          | Paweł Pochroń            | Grzegorz Bonder                  | Ford Fiesta Rally3       | P                        |
| 59                                                           | Henri Hokkala            | Kimmo Pahkala            | Henri Hokkala                    | Ford Fiesta Rally3       | P                        |
| 60                                                           | Jesse Kallio             | Ville Pynnönen           | Jesse Kallio                     | Ford Fiesta Rally3       | P                        |
| 61                                                           | Toni Herranen            | Juho-Ville Koskela       | Toni Herranen                    | Ford Fiesta Rally3       | P                        |
| 62                                                           | Kerem Kazaz              | Corentin Silvestre       | Atölye Kazaz                     | Ford Fiesta Rally3       | P                        |
| 63                                                           | Raoul Dahlqvist          | Patric Öhman             | Raoul Dahlqvist                  | Ford Fiesta Rally3       | P                        |
| 64                                                           | Romet Jürgenson          | Siim Oja                 | FIA Rally Star                   | Ford Fiesta Rally3       | P                        |
| 65                                                           | Diego Dominguez Jr       | Rogelio Peñate           | Diego Dominguez Jr               | Ford Fiesta Rally3       | P                        |
| 66                                                           | Taylor Gill              | Daniel Brkic             | FIA Rally Star                   | Ford Fiesta Rally3       | P                        |
| 67                                                           | Norbert Maior            | Francesca Maria Maior    | Norbert Maior                    | Ford Fiesta Rally3       | P                        |
| 68                                                           | Max Smart                | Cameron Fair             | FIA Rally Star                   | Ford Fiesta Rally3       | P                        |
| 70                                                           | Ali Türkkan              | Burak Erdener            | Castrol Ford Team Türkiye        | Ford Fiesta Rally3       | P                        |
| 71                                                           | Petr Borodin             | Roman Cheprasov          | ASP Racing                       | Ford Fiesta Rally3       | P                        |
| 72                                                           | Eamonn Kelly             | Conor Mohan              | Motorsport Ireland Rally Academy | Ford Fiesta Rally3       | P                        |
| 73                                                           | Raúl Hernández           | José Murado González     | Raúl Hernández                   | Ford Fiesta Rally3       | P                        |
| 74                                                           | Gerardo Rosselot         | Marcelo Brizio           | Gerardo Rosselot                 | Ford Fiesta Rally3       | P                        |
| 75                                                           | Tom Rensonnet            | Manon Deliot             | RACB National Team               | Ford Fiesta Rally3       | P                        |
| 76                                                           | José Abito Caparo        | Esther Gutiérrez Porras  | FIA Rally Star                   | Ford Fiesta Rally3       | P                        |
| 77                                                           | Nataniel Bruun           | Pablo Olmos              | Nataniel Bruun                   | Ford Fiesta Rally3       | P                        |
| 78                                                           | Andre Martínez           | Matías Aranguren         | Andre Martínez                   | Ford Fiesta Rally3       | P                        |
| 79                                                           | Fabio Schwarz            | Bernhard Ettel           | Armin Schwarz Driving Experience | Ford Fiesta Rally3       | P                        |
| 80                                                           | Leevi Lassila            | Antti Linnaketo          | Leevi Lassila                    | Ford Fiesta Rally3       | P                        |
| 81                                                           | Hubert Laskowski         | Michał Kuśnierz          | Hubert Laskowski                 | Ford Fiesta Rally3       | P                        |
| Fuente: ewrc-results.com                                     |                          |                          |                                  |                          |                          |

## Itinerario
| Día                      | Tramo | Nombre                     | Distancia | Ganador de la etapa | Automóvil              | Tiempo  | Líder de la general |
| ------------------------ | ----- | -------------------------- | --------- | ------------------- | ---------------------- | ------- | ------------------- |
| Día 1 (1 de agosto)      | -     | Ruuhimäki (Shakedown)      | 4.12 km   | Esapekka Lappi      | Hyundai i20 N Rally1   | 2:15.4  | -                   |
| Día 1 (1 de agosto)      | SS1   | Harju 1                    | 3.48 km   | Thierry Neuville    | Hyundai i20 N Rally1   | 2:46.1  | Thierry Neuville    |
| Día 2 (2 de agosto)      | SS2   | Laukaa 1                   | 17.96 km  | Elfyn Evans         | Toyota GR Yaris Rally1 | 8:35.4  | Sébastien Ogier     |
| Día 2 (2 de agosto)      | SS3   | Saarikas 1                 | 15.93 km  | Kalle Rovanperä     | Toyota GR Yaris Rally1 | 7:36.4  | Kalle Rovanperä     |
| Día 2 (2 de agosto)      | SS4   | Myhinpää 1                 | 15.51 km  | Elfyn Evans         | Toyota GR Yaris Rally1 | 6:54.4  | Elfyn Evans         |
| Día 2 (2 de agosto)      | SS5   | Ruuhimäki 1                | 7.76 km   | Kalle Rovanperä     | Toyota GR Yaris Rally1 | 3:52.8  | Kalle Rovanperä     |
| Día 2 (2 de agosto)      | SS6   | Laukaa 2                   | 17.96 km  | Kalle Rovanperä     | Toyota GR Yaris Rally1 | 8:26.9  | Kalle Rovanperä     |
| Día 2 (2 de agosto)      | SS7   | Saarikas 2                 | 15.93 km  | Kalle Rovanperä     | Toyota GR Yaris Rally1 | 7:39.3  | Kalle Rovanperä     |
| Día 2 (2 de agosto)      | SS8   | Myhinpää 2                 | 15.51 km  | Thierry Neuville    | Hyundai i20 N Rally1   | 7:00.0  | Kalle Rovanperä     |
| Día 2 (2 de agosto)      | SS9   | Ruuhimäki 2                | 7.76 km   | Sami Pajari         | Toyota GR Yaris Rally1 | 3:46.7  | Kalle Rovanperä     |
| Día 2 (2 de agosto)      | SS10  | Harju 2                    | 2.01 km   | Sébastien Ogier     | Toyota GR Yaris Rally1 | 1:36.7  | Kalle Rovanperä     |
| Día 3 (3 de agosto)      | SS11  | Västilä 1                  | 18.94 km  | Kalle Rovanperä     | Toyota GR Yaris Rally1 | 8:20.3  | Kalle Rovanperä     |
| Día 3 (3 de agosto)      | SS12  | Päijälä 1                  | 20.19 km  | Kalle Rovanperä     | Toyota GR Yaris Rally1 | 9:37.5  | Kalle Rovanperä     |
| Día 3 (3 de agosto)      | SS13  | Ouninpohja 1               | 23.98 km  | Kalle Rovanperä     | Toyota GR Yaris Rally1 | 14:52.6 | Kalle Rovanperä     |
| Día 3 (3 de agosto)      | SS14  | Västilä 2                  | 18.94 km  | Kalle Rovanperä     | Toyota GR Yaris Rally1 | 8:18.9  | Kalle Rovanperä     |
| Día 3 (3 de agosto)      | SS15  | Päijälä 2                  | 20.19 km  | Esapekka Lappi      | Hyundai i20 N Rally1   | 9:46.7  | Kalle Rovanperä     |
| Día 3 (3 de agosto)      | SS16  | Ouninpohja 2               | 23.98 km  | Kalle Rovanperä     | Toyota GR Yaris Rally1 | 14:32.6 | Kalle Rovanperä     |
| Día 4 (4 de agosto)      | SS17  | Sahloinen-Moksi 1          | 14.27 km  | Kalle Rovanperä     | Toyota GR Yaris Rally1 | 6:33.6  | Kalle Rovanperä     |
| Día 4 (4 de agosto)      | SS18  | Laajavuori 1               | 4.35 km   | Kalle Rovanperä     | Toyota GR Yaris Rally1 | 2:40.4  | Kalle Rovanperä     |
| Día 4 (4 de agosto)      | SS19  | Sahloinen-Moksi 2          | 14.27 km  | Takamoto Katsuta    | Toyota GR Yaris Rally1 | 6:31.6  | Sébastien Ogier     |
| Día 4 (4 de agosto)      | SS20  | Laajavuori 2 (Power Stage) | 8.77 km   | Takamoto Katsuta    | Toyota GR Yaris Rally1 | 5:12.5  | Sébastien Ogier     |
| Fuente: ewrc-results.com |       |                            |           |                     |                        |         |                     |

### Power stage
El power stage fue una etapa de 8.77 km al final del rally. Se otorgaron puntos adicionales del Campeonato Mundial a los cinco más rápidos.
| Pos. | Piloto           | Copiloto         | Coche                  | Equipo                  | Tiempo | Puntos |
| ---- | ---------------- | ---------------- | ---------------------- | ----------------------- | ------ | ------ |
| 1    | Takamoto Katsuta | Aaron Johnston   | Toyota GR Yaris Rally1 | Toyota Gazoo Racing WRT | 5:12.5 | 5      |
| 2    | Thierry Neuville | Martijn Wydaeghe | Hyundai i20 N Rally1   | Hyundai Shell Mobis WRT | +0.7   | 4      |
| 3    | Esapekka Lappi   | Janne Ferm       | Hyundai i20 N Rally1   | Hyundai Shell Mobis WRT | +1.2   | 3      |
| 4    | Adrien Fourmaux  | Alexandre Coria  | Ford Puma Rally1       | M-Sport Ford WRT        | +1.8   | 2      |
| 5    | Sébastien Ogier  | Vincent Landais  | Toyota GR Yaris Rally1 | Toyota Gazoo Racing WRT | +3.1   | 1      |

## Clasificación final
| World Rally Championship        | World Rally Championship | World Rally Championship | World Rally Championship | World Rally Championship         | World Rally Championship | World Rally Championship | World Rally Championship |
| Pos.                            | Piloto                   | Copiloto                 | Automóvil                | Equipo                           | Neumático                | Tiempo                   | Puntos                   |
| ------------------------------- | ------------------------ | ------------------------ | ------------------------ | -------------------------------- | ------------------------ | ------------------------ | ------------------------ |
| 1                               | Sébastien Ogier          | Vincent Landais          | Toyota GR Yaris Rally1   | Toyota Gazoo Racing WRT          | P                        | 2:25:41.9                | 23                       |
| 2                               | Thierry Neuville         | Martijn Wydaeghe         | Hyundai i20 N Rally1     | Hyundai Shell Mobis WRT          | P                        | +40.1                    | 19                       |
| 3                               | Adrien Fourmaux          | Alexandre Coria          | Ford Puma Rally1         | M-Sport Ford WRT                 | P                        | +1:14.1                  | 16                       |
| 4                               | Sami Pajari              | Enni Mälkönen            | Toyota GR Yaris Rally1   | Toyota Gazoo Racing WRT          | P                        | +1:54.5                  | 12                       |
| 5                               | Oliver Solberg           | Elliott Edmondson        | Škoda Fabia RS Rally2    | Toksport WRT                     | P                        | +8:15.5                  | 8                        |
| 6                               | Jari-Matti Latvala       | Juho Hänninen            | Toyota GR Yaris Rally2   | Toyota Gazoo Racing WRT          | P                        | +8:54.5                  | 6                        |
| 7                               | Lauri Joona              | Janni Hussi              | Škoda Fabia RS Rally2    | Lauri Joona                      | P                        | +9:29.4                  | 4                        |
| 8                               | Mikko Heikkilä           | Kristian Temonen         | Toyota GR Yaris Rally2   | Mikko Heikkilä                   | P                        | +9:32.0                  | 2                        |
| 9                               | Nikolay Gryazin          | Konstantin Aleksandrov   | Citroën C3 Rally2        | DG Sport Compétition             | P                        | +9:51.2                  | 3                        |
| 10                              | Georg Linnamäe           | James Morgan             | Toyota GR Yaris Rally2   | Georg Linnamäe                   | P                        | +10:07.0                 | 1                        |
| World Rally Championship 2      |                          |                          |                          |                                  |                          |                          |                          |
| 1 (5.)                          | Oliver Solberg           | Elliott Edmondson        | Škoda Fabia RS Rally2    | Toksport WRT                     | P                        | 2:33:57.4                | 25                       |
| 2 (6.)                          | Jari-Matti Latvala       | Juho Hänninen            | Toyota GR Yaris Rally2   | Toyota Gazoo Racing WRT          | P                        | +39.0                    | 18                       |
| 3 (7.)                          | Lauri Joona              | Janni Hussi              | Škoda Fabia RS Rally2    | Lauri Joona                      | P                        | +1:13.9                  | 15                       |
| 4 (8.)                          | Mikko Heikkilä           | Kristian Temonen         | Toyota GR Yaris Rally2   | Mikko Heikkilä                   | P                        | +1:16.5                  | 12                       |
| 5 (10.)                         | Georg Linnamäe           | James Morgan             | Toyota GR Yaris Rally2   | Georg Linnamäe                   | P                        | +1:51.5                  | 10                       |
| 6 (11.)                         | Roope Korhonen           | Anssi Viinikka           | Toyota GR Yaris Rally2   | Roope Korhonen                   | P                        | +2:32.0                  | 8                        |
| 7 (12.)                         | Josh McErlean            | James Fulton             | Škoda Fabia RS Rally2    | Toksport WRT 2                   | P                        | +3:15.8                  | 6                        |
| 8 (14.)                         | Robert Virves            | Aleks Lesk               | Škoda Fabia RS Rally2    | Robert Virves                    | P                        | +4:38.3                  | 4                        |
| 9 (16.)                         | Teemu Asunmaa            | Ville Mannisenmäki       | Škoda Fabia RS Rally2    | Teemu Asunmaa                    | P                        | +4:58.5                  | 2                        |
| 10 (17.)                        | Benjamin Korhola         | Sebastian Virtanen       | Hyundai i20 N Rally2     | Benjamin Korhola                 | P                        | +5:02.6                  | 1                        |
| World Rally Championship 3      |                          |                          |                          |                                  |                          |                          |                          |
| 1 (21.)                         | Jesse Kallio             | Ville Pynnönen           | Ford Fiesta Rally3       | Jesse Kallio                     | P                        | 2:48:30.3                | 25                       |
| 2 (22.)                         | Taylor Gill              | Daniel Brkic             | Ford Fiesta Rally3       | FIA Rally Star                   | P                        | +37.2                    | 18                       |
| 3 (23.)                         | Ali Türkkan              | Burak Erdener            | Ford Fiesta Rally3       | Castrol Ford Team Türkiye        | P                        | +39.3                    | 15                       |
| 4 (24.)                         | Tom Rensonnet            | Manon Deliot             | Ford Fiesta Rally3       | RACB National Team               | P                        | +2:10.3                  | 12                       |
| 5 (25.)                         | Petr Borodin             | Roman Cheprasov          | Ford Fiesta Rally3       | ASP Racing                       | P                        | +2:37.3                  | 10                       |
| 6 (27.)                         | Fabio Schwarz            | Bernhard Ettel           | Ford Fiesta Rally3       | Armin Schwarz Driving Experience | P                        | +2:44.5                  | 8                        |
| 7 (28.)                         | Eamonn Kelly             | Conor Mohan              | Ford Fiesta Rally3       | Motorsport Ireland Rally Academy | P                        | +3:13.5                  | 6                        |
| 8 (30.)                         | Nataniel Bruun           | Pablo Olmos              | Ford Fiesta Rally3       | Nataniel Bruun                   | P                        | +6:49.2                  | 4                        |
| 9 (31.)                         | José Abito Caparo        | Esther Gutiérrez Porras  | Ford Fiesta Rally3       | FIA Rally Star                   | P                        | +10:25.4                 | 2                        |
| 10 (35.)                        | Kerem Kazaz              | Corentin Silvestre       | Ford Fiesta Rally3       | Atölye Kazaz                     | P                        | +15:08.4                 | 1                        |
| Junior World Rally Championship |                          |                          |                          |                                  |                          |                          |                          |
| 1 (22.)                         | Taylor Gill              | Daniel Brkic             | Ford Fiesta Rally3       | FIA Rally Star                   | P                        | 2:49:07.5                | 25                       |
| 2 (23.)                         | Ali Türkkan              | Burak Erdener            | Ford Fiesta Rally3       | Castrol Ford Team Türkiye        | P                        | +2.1                     | 18                       |
| 3 (24.)                         | Tom Rensonnet            | Manon Deliot             | Ford Fiesta Rally3       | RACB National Team               | P                        | +1:33.1                  | 15                       |
| 4 (2.)                          | Petr Borodin             | Roman Cheprasov          | Ford Fiesta Rally3       | ASP Racing                       | P                        | +2:00.1                  | 12                       |
| 5 (27.)                         | Fabio Schwarz            | Bernhard Ettel           | Ford Fiesta Rally3       | Armin Schwarz Driving Experience | P                        | +2:07.3                  | 10                       |
| 6 (28.)                         | Eamonn Kelly             | Conor Mohan              | Ford Fiesta Rally3       | Motorsport Ireland Rally Academy | P                        | +2:36.3                  | 8                        |
| 7 (29.)                         | Diego Dominguez Jr       | Rogelio Peñate           | Ford Fiesta Rally3       | Diego Dominguez Jr               | P                        | +2:40.9                  | 6                        |
| 8 (30.)                         | Nataniel Bruun           | Pablo Olmos              | Ford Fiesta Rally3       | Nataniel Bruun                   | P                        | +6:12.0                  | 4                        |
| 9 (31.)                         | José Abito Caparo        | Esther Gutiérrez Porras  | Ford Fiesta Rally3       | FIA Rally Star                   | P                        | +9:48.2                  | 2                        |
| 10 (38.)                        | Andre Martínez           | Matías Aranguren         | Ford Fiesta Rally3       | Andre Martínez                   | P                        | +18:32.7                 | 1                        |
| Fuente: ewrc-results.com        |                          |                          |                          |                                  |                          |                          |                          |